# Adrian Sherwood
Adrian Sherwood (Londra, 1958) è un produttore discografico e beatmaker britannico, particolarmente conosciuto per il suo lavoro sulla musica dub e per i remix di artisti come Coldcut, Depeche Mode, The Woodentops, Primal Scream, Pop Will Eat Itself, Sinéad O'Connor, e Skinny Puppy.

## Biografia
Sherwood è stato cofondatore delle etichette discografiche Carib Gems e Pressure Sounds e fondatore delle Hitrun Records, Green Tea Records e Soundboy Records, anche se la sua etichetta più famosa è sicuramente la On-U Sound Records. È anche stato membro del gruppo industrial hip hop chiamato Tackhead, lavorando come produttore.
Durante i primi anni ottanta riunisce molti artisti giamaicani tra cui Prince Far I, Mikey Dread e Bim Sherman nel collettivo Singers and Players, con lo scopo di promuovere sia i singoli artisti che l'On-U Sound, la sua etichetta.
Nel 1986 comincia a lavorare con il produttore e cantante giamaicano Lee Perry, producendo l'album Time Boom X De Devil Dead e rilanciando la carriera dell'artista di Kingston.
Successivamente lavora nel campo della musica industriale, remixando un pezzo degli Einstürzende Neubauten chiamato Yü Gung, e producendo pezzi per Ministry, Cabaret Voltaire, KMFDM, Terminal Power Company e Nine Inch Nails. Contribuisce anche alla musica blues collaborando con Skip McDonald, e nel 2006 esce il suo album, Champagne and Grits, sotto Real World Records.
Nel 2003 pubblica il suo primo album solista, Never Trust a Hippie?, in cui collabora con Sly & Robbie, Steven "Lenky" Marsden, Carlton "Bubblers" Ogilvie e Jazzwad.
Nel 2006 esce il suo secondo album, Becoming a Cliché, con le collaborazioni affidate a Lee "Scratch" Perry, Bim Sherman, Dennis Bovell, Little Roy, Lee 'LSK' Kenny, Samia Farah, Raiz e Mark Stewart.
Nel 2017 collabora con il musicista e produttore Gaudi sulla produzione di Lee Perry e Horace Andy.

## Discografia

### Con Skip McDonald
- 2006: Champagne and Grits

### Solista
- 2003: Never Trust a Hippie?
- 2006: Becoming a Cliché